# Гантінгдон (Пенсільванія)
Гантінгдон (англ. Huntingdon) — місто (англ. borough) в США, в окрузі Гантінгдон штату Пенсільванія. Населення — 6827 осіб (2020).

## Географія
Гантінгдон розташований за координатами 40°30′14″ пн. ш. 77°59′55″ зх. д. / 40.50389° пн. ш. 77.99861° зх. д. (40.503929, -77.998542). За даними Бюро перепису населення США в 2010 році місто мало площу 9,61 км², з яких 9,37 км² — суходіл та 0,24 км² — водойми.

### Клімат
| Клімат : Гантінгдон     | Клімат : Гантінгдон | Клімат : Гантінгдон | Клімат : Гантінгдон | Клімат : Гантінгдон | Клімат : Гантінгдон | Клімат : Гантінгдон | Клімат : Гантінгдон | Клімат : Гантінгдон | Клімат : Гантінгдон | Клімат : Гантінгдон | Клімат : Гантінгдон | Клімат : Гантінгдон | Клімат : Гантінгдон |
| Показник                | Січ.                | Лют.                | Бер.                | Квіт.               | Трав.               | Черв.               | Лип.                | Серп.               | Вер.                | Жовт.               | Лист.               | Груд.               | Рік                 |
| Абсолютний максимум, °C | 26,1                | 25,0                | 29,4                | 35,0                | 36,7                | 37,8                | 40,6                | 40,6                | 38,9                | 36,1                | 26,1                | 22,8                | 40,6                |
| Середній максимум, °C   | 3,3                 | 3,9                 | 10,0                | 16,7                | 23,3                | 27,8                | 29,4                | 28,3                | 25,6                | 18,9                | 11,1                | 4,4                 | 17,0                |
| Середній мінімум, °C    | −7,2                | −7,2                | −2,8                | 2,2                 | 7,8                 | 12,8                | 15,0                | 14,4                | 10,6                | 3,9                 | −0,6                | −5,6                | 3,7                 |
| Абсолютний мінімум, °C  | −33,9               | −30,6               | −23,3               | −14,4               | −6,1                | −1,7                | 5,6                 | 2,2                 | −4,4                | −10,6               | −23,3               | −30                 | −33,9               |
| Норма опадів, мм        | 71                  | 64                  | 89                  | 84                  | 97                  | 99                  | 99                  | 94                  | 76                  | 71                  | 66                  | 69                  | 979                 |
| ----------------------- | ------------------- | ------------------- | ------------------- | ------------------- | ------------------- | ------------------- | ------------------- | ------------------- | ------------------- | ------------------- | ------------------- | ------------------- | ------------------- |
| Джерело: Weatherbase    |                     |                     |                     |                     |                     |                     |                     |                     |                     |                     |                     |                     |                     |

## Демографія
Згідно з переписом 2010 року, у селищі мешкали 7093 особи в 2674 домогосподарствах у складі 1461 родини. Густота населення становила 738 осіб/км². Було 2911 помешкання (303/км²).
Расовий склад населення:
| - 94,6 % — білих - 1,9 % — чорних або афроамериканців - 1,5 % — азіатів - 0,1 % — корінних американців |

До двох чи більше рас належало 1,6 %. Частка іспаномовних становила 1,5 % від усіх жителів.
За віковим діапазоном населення розподілялося таким чином: 17,7 % — особи молодші 18 років, 65,9 % — особи у віці 18—64 років, 16,4 % — особи у віці 65 років та старші. Медіана віку мешканця становила 32,8 року. На 100 осіб жіночої статі у селищі припадало 87,5 чоловіків; на 100 жінок у віці від 18 років та старших — 85,3 чоловіків також старших 18 років.
Середній дохід на одне домашнє господарство становив 43 356 доларів США (медіана — 37 768), а середній дохід на одну сім'ю — 52 196 доларів (медіана — 47 522). Медіана доходів становила 40 899 доларів для чоловіків та 31 667 доларів для жінок. За межею бідності перебувало 21,9 % осіб, у тому числі 27,4 % дітей у віці до 18 років та 12,6 % осіб у віці 65 років та старших.
Цивільне працевлаштоване населення становило 2957 осіб. Основні галузі зайнятості: освіта, охорона здоров'я та соціальна допомога — 40,2 %, мистецтво, розваги та відпочинок — 12,0 %, роздрібна торгівля — 10,8 %.